# Peter Ritzen
Pour les articles homonymes, voir Ritzen.
Peter Ritzen, né à Gand, le 21 janvier 1956, est un pianiste, compositeur et chef d’orchestre flamand.

## Biographie et carrière
Peter Ritzen a étudié le piano et la musique de chambre au conservatoire royal de Gand. Ses maîtres sont Louis Pas (1931-2013) et François Glorieux (1932,-). Il a poursuivi ses études au Mozarteum de Salzbourg en Autriche et auprès de la pianiste russe Tatiana Nikolaïeva (1924-1993). Il a obtenu le Diplôme Supérieur d'Exécution pour piano à l’École Normale de Musique de Paris Alfred Cortot. Il a eu comme maître le pianiste pédagogue Marian Ribicky.
Pianiste de concert, Ritzen fait des tournées en Europe, en Asie et aux États-Unis. Sa carrière internationale lui permet de jouer comme soliste avec divers grands orchestres. Après s’être initié à la culture chinoise, il compose un répertoire original d’œuvres clairement inspirées par la musique extrême-orientale. Il pratique volontiers l’improvisation sur des thèmes libres que le public est invité à lui insuffler durant ses concerts. Il a transcrit en outre de nombreux chants populaires chinois, des thèmes de musique de film et des valses viennoises. Mais il compose aussi des œuvres plus importantes comme sa symphonie 'Heavenly Peace' (pour 400 exécutants, comme lors du concert dans le National Concert Hall de Taipei en 2005). La firme Naxos lui doit plusieurs enregistrements de compacts disques.
En 1991, Peter Ritzen a fondé la Internationale Sommer Akademie Theodor Leschetizky à Vienne (qui dépend de la Universität für Musik und darstellende Kunst Wien). Depuis 2000 il est le directeur artistique du concours international pour piano Theodor Leschetizky à Taipei. En 2007 et 2010 il a commenté en Belgique le concours Reine Elisabeth pour piano à la télévision flamande.
À l’occasion du bicentenaire de la naissance de Franz Liszt en 2011,  Ritzen a consacré plusieurs concerts au compositeur dans de nombreux festivals du monde entier, ente autres à Vienne (Franz Lisztt Saal), à Raiding (le village natal de Liszt) et à Pékin dans le célèbre Poly Theater.
En 2015, Ritzen a été nommé directeur artistique de la New Cosmos International Music Festival. Son concert inaugural a été en août 2015 au fameux Haydnsaal à Schloss Esterházy, Eisenstadt l'Autriche. Le festival a l'intention de combiner des musiciens de l'Extrême-Orient avec la tradition de la musique européenne. 
Peter Ritzen est directeur musical du New Cosmos Philharmonique à Vienne depuis 2016. L'orchestre est actif en été lors du festival annuel international de musique New Cosmos à Vienne.
En 2017, Peter Ritzen a dirigé un concert dans le Goldener Saal du Musikverein, à Vienne; à l'occasion de la création mondiale de sa nouvelle composition: «La rose sauvage». Un poème symphonique pour grand orchestre, choeur, orgue et solistes. Le célèbre baryton Peter Edelmann (fils du légendaire Otto Edelmann) était un soliste aux côtés de la soprano Stella Zhang-Ritzen (Épouse de Maestro Ritzen).
En 2018, Peter Ritzen a fondé avec des amis artistiques, la Société ; Gesellschaft der New Cosmos Freunde in Wien/ Vienna New Cosmos Society. Il est président de l'association, qui associe l'Académie internationale Leschetizky (Vienna puisque 1992), le Festival international de musique New Cosmos (2015) et le New Cosmos Philharmonique (2016).L'organisation ne jure que par un pont qui relie l'ouest et l'est, une plate-forme de coopération entre les cultures, un projet de soutien à l'art et à l'éducation et une occasion de partager l'amour.
Le 28 novembre 2018, Peter Ritzen a reçu une décoration en tant qu'officier dans l'Ordre de Léopold. Le roi belge, S. M. King Philippe I, lui a décerné le mérite pour des décennies d'activités culturelles internationales. La décoration a eu lieu à l'ambassade de Belgique à Pékin en Chine, sous les auspices de l'ambassadeur de Belgique, Marc Vinck, et épinglée par le ministre flamand de la Culture, Sven Gatz.
Peter Ritzen a été nommé en juin 2019 en tant qu'intendant du Congrès mondial de Leschetizky (Leschetizky World Congress), le 3-5 octobre 2019, dans la ville historique de Bad Ischl en Autriche

## Compositions

### Piano
- Rhapsodie chinoise  n°1 (1987)
- Rhapsodie chinoise n°2 “Dance of the little happy Buddhas” (1989)
- Rhapsodie chinoise n°3 “Chinese Market” (1989)
- Sonate pour piano “Variations Adamant” (1991)
- Award Winning Movie Themes  (13 adaptations libres sur des célèbres musiques de film, 1999)
- 4 transcriptions sur des valses viennoises op de Johann Strauss, Franz Lehár et Robert Stolz (2008)
- 4 transcriptions sur des chants chinois (2009

### Musique de chambre
- 3 chants espagnols pour soprano et piano sur des poèmes de Santiago Rupérez-Durá (1989)
- 15 transcriptions  sur des chants  chinois pour soprano et cordes (1998)
- Quintette pour piano en fa mineur  (2006)
- 2 chants sur des poèmes du Ministre d'État belge Mark Eyskens (2015)
- Eyskens Lieder: 3 chansons pour soprano et piano sur des paroles de Mark Eyskens (2016)
- Pauls Lieder: 5 chansons pour soprano et piano sur des textes de Ilse Pauls (Wien) (2017)

### Concertos pour piano
- Concerto n° 1 'China in the Year of the Dragon’ (Paraphrase de l’opéra de la Chine du Sud 'Un rêve extraordinaire dans le jardin’) (1989)
- Concerto 'The Last Empress' (Paraphrase de l’opéra de Pékin 'La dernière impératrice’ de 1908) (1994)
- Concerto pour Taiwan (2000)

### Œuvres pour orchestre
- Réquiem chinois pour soprano, piano, chœur, grand orchestre et instruments chinois à percussion, sur un poème de Santiago Rupérez Durá. (1990-1994)
- Rhapsodie pour violon chinois (Erhu) (1994)
- Concerto pour flûte chinoise (Dizi) (1995)
- Poème symphonique 'Hua Chiao' [Overseas Chinese] pour soprano et orchestre (livret de Santiago Rupérez Durá) (1997)
- Symphonie transcendantale 'Heavenly Peace' pour orgue, chœurs, grand orchestre, instruments chinois à percussion, instruments et solistes (livret de Santiago Rupérez Durá (2003)
- Poème symphonique sacré 'Finis est infinitus' pour soprano, chœur, grand ensemble et percussion (livret de Peter Ritzen (en hébreu et en allemand, 'Salve Regina' latin) (2009)
- Poéme sacerdotale n ° 2 'Die Wildrose' pour chorale, orgue, solistes et orchestre d'après des poèmes de Anton van Wilderode.
- 'Taborstunden' et 'La Très Sainte Vierge Marie de Fatima'. Pour choeur, orgue, cordes et soprano sur des poèmes de Ilse Pauls (Vienne)